# Ribja reka, Namibija
Ribja reka (afrikansko Visrivier, nemško Fischfluss) je reka v Namibiji, ki je dolga 650 km in priteče iz Pogorja Naukluft. 150 km ima do jezu Hardap pri Marientalu, kjer je popolnoma zajezena. Vsi nadaljnji pritoki prihajajo z gora. Teče skozi kraje Mariental, Gibeon in Seeheim. Pozimi lahko povsem presahne. 
Posebna znamenitost reke je v zadnji tretjini toka, to je 160 km dolg kanjon Ribje reke, ki je ponekod globok tudi 550 m. Na meji z Južno Afriko se jugozahodno od kraja ǀAi-ǀAis  pridruži reki Oranje, ta pa se nato po okoli 100 km izlije v Atlantski ocean.
Pritoki Ribje reke so:
- Hudup,
- Kuteb,
- Levja reka (Löwenfluss).

## Turizem
Ob Ribji reki je turizem zelo razvit. 85 km dolga pohodna pot povezuje Hobasi in ǀAi-ǀAis. Pot je primerna v zimskem sušnem obdobju. V spodnjem toku so številni nastanitveni objekti, med njimi Namibijski rezervat divjih živali (Namibia Wildlife Resorts).